# Giovanni Bertone
Pour les articles homonymes, voir Bertone.
Giovanni Bertone (né le 10 août 1884 à Mondovi, dans la province de Coni, au Piémont et mort le 10 mai 1972 à Turin) est un concepteur italien de carrosseries automobiles. Il a fondé la Carrozzeria Bertone à l'âge de 28 ans. 

## Biographie
Auparavant, Giovanni Bertone avait travaillé comme réparateur de chariots agricoles, puis, en 1907, il est entré chez le constructeur italien Diatto, où il reste jusqu'en 1912 quand il a décidé de se lancer à son compte. Il implante son atelier de réparation de chariots « Corso Peschiera. » 
Grand ami de Vincenzo Lancia, qui a exercé ses talents de pilote essayeur chez Fiat, il a obtenu des contrats de Fiat et a ainsi pu accéder au monde de la conception automobile. Sa première expérience sera une carrosserie de voiture avec pour base une SPA 9000 en 1921. 
Son fils Giuseppe, dit Nuccio Bertone (1914-1997) a pris la direction de l'entreprise en 1946.